# Broads Authority
Die Broads Authority ist eine Behörde im Vereinigten Königreich, deren gesetzlicher Auftrag die Verwaltung des Nationalparks der Norfolk Broads ist. Sie hat ihren Sitz in Norwich.

## Geschichte
Ende der 1970er Jahre führte wachsendes Umweltbewusstsein bei gleichzeitiger Intensivierung des Tourismus zu der Erkenntnis, dass das Gewässersystem der Broads in den Grafschaften Norfolk und Suffolk angesichts seiner Vielfalt an natürlicher und gefährdeter Flora und Fauna einer mit konkreten Befugnissen versehenen Verwaltung bedurfte.
Auf Betreiben des Nature Conservancy Council (Naturschutzrat; später Natural England) wurde im Jahr 1978 durch die Countryside Commission (Kommission für den ländlichen Raum, später ebenfalls in Natural England integriert) eine entsprechende Einrichtung geschaffen, die jedoch noch keine gesetzliche Grundlage hatte. Diese wurde zehn Jahre später durch das «Norfolk and Suffolk Broads Act 1988» erlassen. Das Gesetz verlieh der Verwaltung öffentlich-rechtlichen Status, der ihr jedoch weiterhin nicht die gleichen Rechte wie die anderer Nationalparkverwaltungen verlieh.
Zur Verbesserung der Sicherheit auf den Seen und Flüssen der Norfolk Broads strebte die Verwaltung eine Ausweitung ihrer Rechte und Zuständigkeit an. Dies führte zu dem «'Broads Authority Act 2009'», einem Gesetz, mit dem die Broads Authority den anderen Nationalparkverwaltungen im Vereinigten Königreich gleichgestellt wurde und ihr in ihrem Zuständigkeitsbereich weitgehende Befugnisse einräumte, die denen von Kreisverwaltungen (County Council) entsprechen.

## Aufgaben
Der Nationalpark (Norfolk) Broads besteht aus Marschland, einzelnen Waldgebieten und landwirtschaftlich genutztem Weideland sowie Seen und Flüssen. Er erstreckt sich über 303 Quadratkilometer. Obwohl er nur 0,1 % der Fläche des Vereinigten Königreichs ausmacht, beherbergt sein Gebiet mehr als ein Viertel der seltenen Tierarten des Landes.

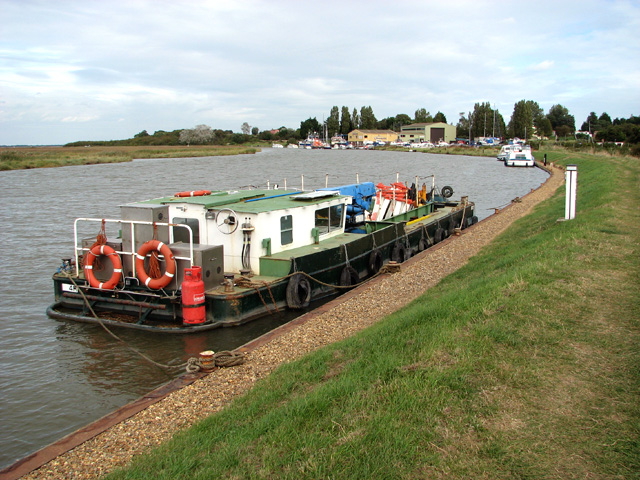
Arbeitsboot der Broads Authority bei Burgh Castle

Die Broads Authority hat folgende Aufgaben:
- die Schönheit der Natur, die Tierwelt und das kulturelle Erbe der Broads zu erhalten und zu fördern,
- das Verständnis für und den Umgang mit der besonderen Gegebenheiten der Broads in der Öffentlichkeit zu unterstützen,
- als Schifffahrtsbehörde die Interessen der Schifffahrt zu gewährleisten,
- Rücksicht auf die Land- und Forstwirtschaft zu nehmen und
- die wirtschaftlichen und sozialen Interessen derer zu wahren, die in den Broads leben oder arbeiten.

In dem von der Broads Authority verwalteten Gebiet leben rund 6.300 Einwohner. Die jährliche Zahl von Besuchern liegt in der Regel bei 7,5 Millionen Reisenden. Der Umsatz der Tourismusbranche liegt jährlich bei 438 Millionen Pfund Sterling.

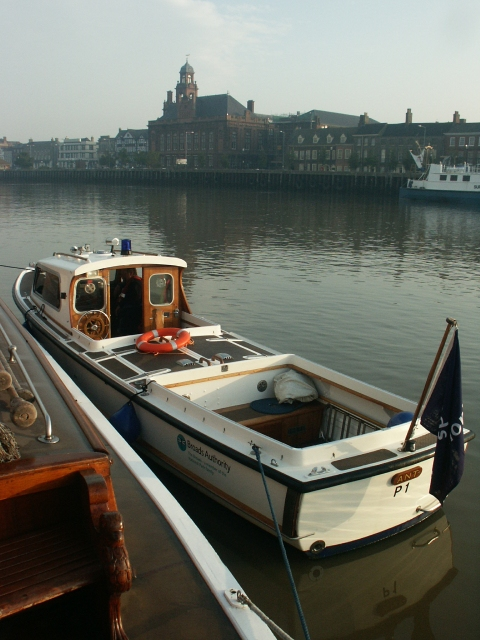
Das Broads-Authority-Patrouillenboot Ant, festgemacht in Great Yarmouth

Obwohl die Broads die kleinste geografische Fläche und die zweitkleinste Bevölkerung unter den 15 Nationalparks des Vereinigten Königreichs haben, verzeichnen sie jedes Jahr nach dem Lake District, dem Peak District und den Yorkshire Dales die viertgrößte Besucherzahl.
Auf den Binnengewässern der Broads sind rund 12.000 motorisierte Sportboote (privat und zur Vermietung) registriert, die sich die rund 200 Kilometer schiffbarer Flüsse, Kanäle und Seen teilen. Neben Arbeitsbooten betreibt die Broads Authority schnelle Motoryachten, die bis zum Jahr 2009 die Aufschrift „River Inspector“ trugen, über ein blaues Rundumlicht verfügten und deren Bootsführer berechtigt waren, bei der Übertretung von Vorschriften wie der strengen Geschwindigkeitsbegrenzung für Sportschiffer Ordnungsgelder zu verhängen und einzuziehen. Später wurden diese Patrouillenboote mit der Aufschrift „Ranger“ versehen, wie es in Nationalparks üblich ist. Vermehrte Fälle von störendem und ordnungswidrigem Verhalten führten Anfang des Jahres 2022 zu Forderungen aus dem politischen Bereich, auch die Kompetenzen der Ranger zur Sicherstellung der allgemeinen Ordnung auszuweiten.
Die Leitung der Broads Authority besteht aus Mitgliedern, die aus kommunalen Gremien im Zuständigkeitsbereich kooptiert oder vom Umweltministerium ernannt werden. Mitte der 2010er Jahre kam es zu einer Diskussion über die Angemessenheit einer Verwaltung, die im Prinzip nicht demokratisch legitimiert ist.
Das von der Behörde verwaltete Gebiet liegt in den Distrikten North Norfolk, South Norfolk, Broadland, East Suffolk and Waveney, Norwich und Great Yarmouth der Grafschaften Norfolk und Suffolk.